# الیزابتا سیرانی
الیزابتا سیرانی (به انگلیسی: Elisabetta Sirani) (ژانویه ۸ ۱۶۳۸ – ۲۸ اوت ۱۶۶۵) نقاش ایتالیایی دوره باروک بود که در سن ۲۷ سالگی و به علتی نامعلوم درگذشت.او معروف‌ترین زن هنرمند در اوایل دوره مدرن بولونیا بود که یک آکادمی برای دیگر هنرمندان زن تأسیس کرد.

## زندگی
الیزابتا سیرانی در ژانویه ۱۶۳۸ در بولونیا متولد شد و اولین فرزند مارگریتا و جیووانی آندره سیرانی بود. سیرانی در یک خانواده هنری متولد شد و برای اولین بار در استودیوی پدرش تحصیل کرد.پدرش نقاش مدرسه بولونیا بود و شاگرد گیدو رنی و تاجر آثار هنری بود. زندگی‌نامه او شامل دو بخش است در کتاب کارلو سزار مالوشیا که در سال ۱۶۷۸ منتشر شد تحت عنوان: زندگی نقاشان بولونیایی.مالوشیا شخصاً با خانواده سیرانی آشنا بود و در واقع او استعدادهای الیزابتا را شناخت و پدرش را برای آموزش او تشویق کرد، اگر چه احتمالاً او ادم خودخواهی بوده‌است. شواهدی وجود دارد که پدر سیرانی در ابتدا تمایل نداشت تا به دختر خود نقاشی تدریس کند. با این وجود الیزابتا راه و روش خود را پیدا کرد و کی از بهترین نقاشان بولونیا شد. بر طبق گفته برخی از محققان، آثار او پدر و دو خواهر خود را، که نقاش بودند، تحت‌الشعاع قرار داد. مالوشیا در کتابش دربارهٔ زندگی‌نامه سیرانی، اصالت ترکیب بندی، شیوه کار سریع و حرفه‌ای بودنش را ستایش می‌کند و او را با لاوینیا فونتنا نقاش بولونیایی پیش از او مقایسه می‌کند.
هنگامی که، در سال ۱۶۴۵ جیووانی آندره سیرانی، به بیماری نقرس دچار شد و دیگر قادر به کار نبود الیزابتا به جای او شروع به کار کرد.در این زمان الیزابتا نان اور خانواده شد. بین هزینه‌های تحصیل و کشیدن پرتره برای کسب درآمد الیزابتا مجبور شد تحصیل را رها کند و به تأمین هزینه‌های خانواده خود بپردازد

## ازدواج
الیزابتا سیرانی هرگز ازدواج نکرد، حتی با وجود شخصیت گرم و دلپذیرش، حالت پر جنب و جوش و شیوه شاد و موفقش. برخی معتقد بودند، مانند مالوشیا، که پدرش مانع ازدواج دخترش شد؛ با این حال، این اثبات نشده‌است. بسیاری از خانواده‌های ایتالیا یی در قرن ۱۷ به خاطر اینکه ثروت و قدرت در خانواده خودشان بماند در فامیل خود ازدواج می‌کرند. اما خانواده سیرانی نیازی به این کار نداشت و الیزابتا تصمیم داشت که به خانواده خود کمک کند.

## مرگ
در سال ۱۶۶۵ الیزابتا سیرانی به‌طور ناگهانی در بولونیا فوت کرد. مرگ او مشکوک به نظر می‌رسید و خدمتکار خانه، لوسیا تولوملی، متهم به مسموم کردن الیزابتا و محاکمه شد. این موضوع مشکوک به نظر می‌رسید چون تولوملی چند روز قبل از مرگ الیزابتا درخواست کرده بود که به کارش در خانه آن‌ها خاتمه دهد. پس از محاکمه، جیووانی آندره سیرانی اتهامات خود را پس گرفت.لورا راگ دربارهٔ مرگ سیرانی می‌گوید «با در نظر گرفتن سن او، سیرانی خیلی جوان بوده‌است برای مردن، اما به طرز ناامید کننده ای برای ازدواجش دیر شده بود». مالوشیا بیماری او را بیماری عشق نامید زیرا او هیچگاه ازدواج نکرد.اما به نظر می‌رسد علت واقعی مرگ او التهاب و زخم معده بوده‌است.این ممکن است ناشی از استرس شدید باشد و فشار ناشی از بار مسئولیت خانواده اش که بر دوش او بود.

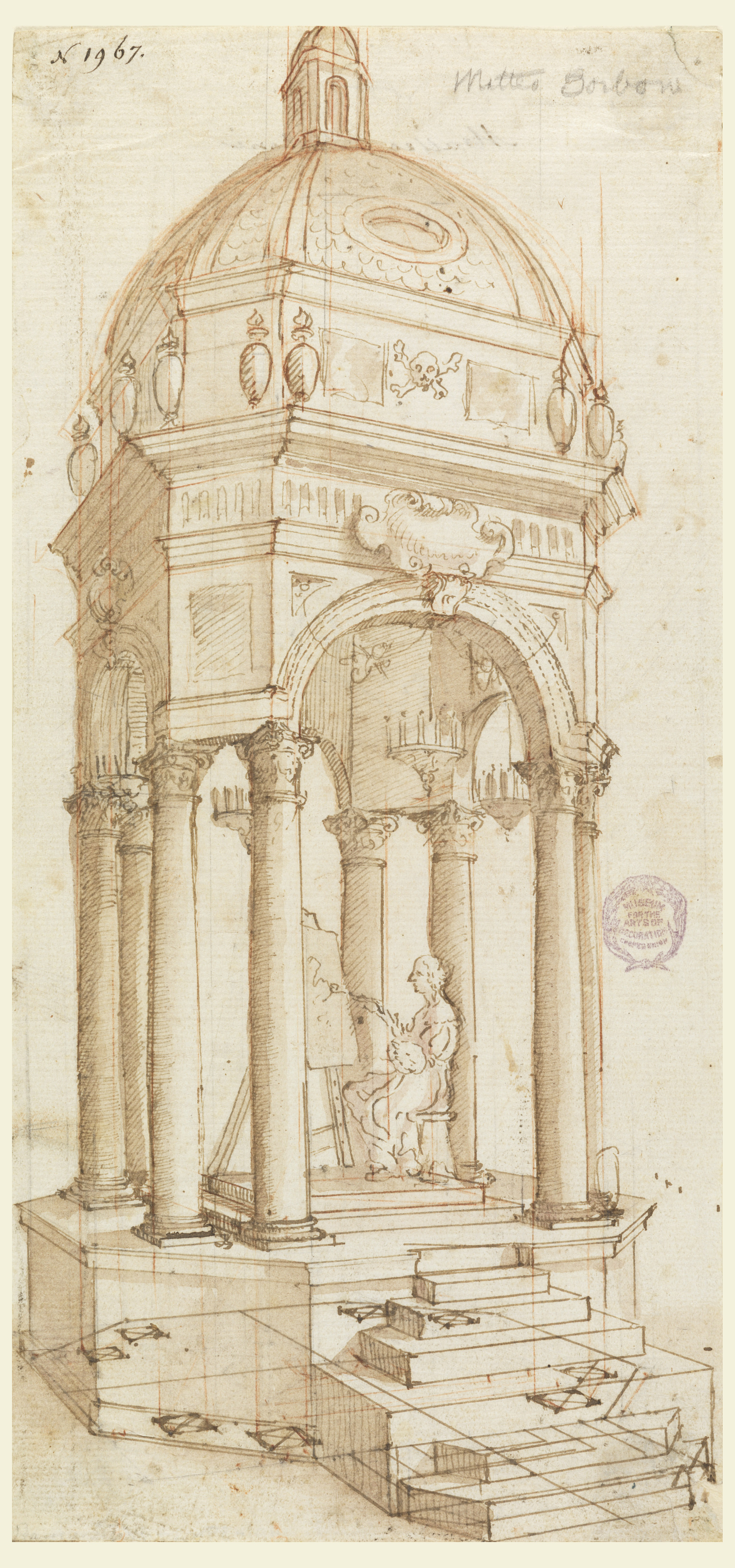
کاتا فالک الیزابتا سیرانی، ۱۶۶۵

سیرانی یک مراسم خاکسپاری کامل داشت که شامل یک کتفالک عظیم (طاق دیسی که بر روی آرامگاه قرار می‌دهند) با مجسمه ای در اندازه واقعی از خودش. (تصویر در کتاب مالوشیا) و شامل موسیقی، سخنرانی، شهروندان برجسته بولونیا در افتخار او بود و او در کلیسای سن دانکنو، بلونیا در همان مقبره ای که گیدو رنی معلم پدرش دفن شد، به خاک سپرده شد. تشییع جنازه عمومی سیرانی باعث شد که از طرف عده ای که خود را مدعی شهر بولونیا می‌دانستند، شهری که سیرانی در ان به دنیا آمد، مانند لورا راگ به عنوان هنرمندی پیش پا افتاده از او یاد شود. مالوشیا اعتقاد دارد که او مسموم نشده اما وضعیتی که برای یک زن جوان، شجاع و سرزنده به وجود آمد شاید به خاطر اشتیاق او به ازدواج و رد و ان توسط پدرش به وجود آمده. یک مقام رسمی در آن زمان نوشت: «او توسط همه عزادار شده بود. خانمها به خصوص انان که پرتره‌شان را کشیده بود نمی‌توانستند برای او کاری کنند. در واقع، این یک بدبختی بزرگ است که چنین هنرمند بزرگی را به نحوی عجیب و غریب از دست بدهیم». مراسم تشییع جنازه او نشان دهنده عزت نفس وی بود که توسط معاصرانش برگزار شد و در واقع نشان دهنده شهرت جهانی او بود.

## آموزش
الیزابت سیرانی آموزش حرفه‌ای خود را نزد پدرش جیووانی آندره سیرانی فرا گرفت. جیووانی آندره از جمله شاگردان مورد علاقه گیدو رنی، یکی از هنرمندان برجسته بولونیا بود. پدر الیزابتا در طول حیاتش آثار زیادی تولید نکرد اما به عنوان اولین استاد نقاشی بود که در خانه اش شاگردان را آموزش می‌داد. به هر صورت جیووانی مجبور شد الیزابتا را به عنوان شاگردش آموزش دهد زیرا هراس داشت که استعداد او کارش را تحت‌الشعا قرار دهد.
هنگام دریافت اموزش‌های نقاشی، الیزابتا سیرانی اموزش‌هایی دربارهٔ موضوعات مورد علاقه اش را فرا گرفت. الیزابتا سیرانی در کنار آموزش حرفه‌ای خود در موضوعات مورد علاقه اش، تحصیلات عالی را تمام کرد. اموزشهایی دربارهٔ تاریخچه کتاب مقدس، داستان‌های یونان و رم، اساطیر فراموش شده و افسانه‌های مقدس، دید. الیزابتا دربارهٔ موسیقی نیز فردی باهوش و کارآزموده بود زیرا برادرزاده او یک موسیقی دان بود، با وجود اینکه ان زمان «موسقی مضر، منحرف و فعالیتی نامناسب بود»، هرچند شهرتش به عنوان یک نقاش، هرگز به خاطر فعالیتش در موسیقی آسیب ندیده.
الیزابتا سیرانی از تعدادی از نقاشان مانند انیبال کاراکسی، لورنزو پینینلی، دسابلو، سیمون کانتاریینی و سیگانی تأثیر گرفت. مالوشیا، الیزابتا سیرانی را نابغه معرفی کرده‌است.

## شاگردان
الیزابتا نه تنها جانشین پدرش در استودیوی او شد بلکه معلم بسیاری از زنان در دوره رنسانس بود. او تعدادی از هنرمندان زن و مرد را آموزش داد از جمله خواهر جوانش باربارا و آنا ماریا و حداقل دوازده زن جوان دیگر در مدرسه ای که خودش تأسیس کرده بود.او اولین مدرسه نقاشی برای زنان خارج از کلیسای اروپا را داشت و اطمینان حاصل کرد که زنان به این اموزش‌ها دسترسی داشته باشند، بدون در نظر گرفتن اینکه پدرانشان نقاش باشند یا نه، درغیر این صورت درس‌هایی که در دسترس قرار داشت را به آن‌ها آموزش می‌داد.
بعضی از شاگردانش، مثل، ورونیکا فونتنا، بعدها در ایتالیا به عنوان حکاک چوب درجه اول شناخته شد؛ کاترینا پپولی و ماریا النا پانزاچی نیز در بولونیا کارهای حرفه‌ای هنری انجام می‌دادند. کاملیا لانتری و لوکرتیا فرنی که در نقاشی‌های دینی با مقیاس بزرگ متخصص بودند. ورونیکا فرانچی، علاقه اش به موضوعات اساطیری بود. لوکرزیا اسکارپالیا یکی دیگر از شاگردانش بود. و آخرین آن‌ها گینورا کانتروفولی بود که در زمان حیات الیزابتا رغیب و دشمن او بود.
سیرانی نخستین دستمزد خود را در نوجوانیش دریافت کرد، تعمید مسیح، که یک قسمت از ان را به همراهی پدرش در کاپو سانتا در بولونیا انجام داده بود.

## کارها
الیزابتا بیش از ۲۰۰ نقاشی، ۱۵ قلم زنی و صدها طرح را کشید. همه اینها از او یک هنرمند بسیار پرکارساخت، مخصوصاً با توجه به مرگ زود هنگامش.از این صدها طرح، حدود یک چهارم مربوط به نقاشی‌های شناخته شده یا تمام شده توسط سیرانی است. سیرانی لیست و سوابق دقیق از نقاشی‌هایش را حفظ کرد و آن‌ها را مالوشیا در سال ۱۶۵۵ که شروع به نوشتن کتابش کرد، در بیوگرافی او ثبت شده‌است. بسیاری از نقاشی‌های او امضا شده‌اند. سیرانی نقاشی‌های خود را زمانی امضا کرد که همتایان مرد او این کار را نمی‌کردند اما او می‌خواست که کارهایش با کارهای پدرش اشتباه گرفته نشود، امضایش همچنین راهی برای اثبات توانایی‌های او بود، که طبق گفته جورجیو واساری، او را از دیگر هنرمندان زن ایتالیایی متمایز کرد.الیزابتا بسیار استثنایی و شگفت‌انگیز بود و نقاشی‌هایش را بسیار سریع می‌کشید. او به قدری نقاشی کرد که بسیاری تردید داشتند که همه را خودش نقاشی می‌کند. برای رد چنین اتهامی او در ۱۳ می ۱۶۶۴ از هنرمندان دعوت کرد تا ببینند او چگونه یک پرتره را نقاشی می‌کند.
آثار او موضوعات مختلفی را شامل می‌شود، از جمله داستان‌های تاریخیِ کتاب مقدس، زنان، تمثیل‌ها و پرتره‌ها بودند. سیرانی همچنین اولین هنرمند زن بود که در سبک نقاشی تاریخی تخصص داشت، همچنین این سبکِ بسیاری از نقاشان زن که او آن‌ها را آموزش داد نیز بود.تخصص سیرانی در نقاشی تاریخی بسیار متفاوت از سایر نقاشان زن آن زمان است که معمولاً تنها طبیعت بی جان را نقاشی می‌کردند. سال ۱۶۵۷ او اولین دستمزد خود را در بولونیا دریافت کرد از دانیل گرانچی رئیس صومعه مسیحیان سرتوسا در بولونیا.
سال ۱۶۵۸ او حداقل ۱۳ نقاشی مذهبی را، از جمله تعمید مسیح، برای صومعه سرتوسا در بولونیا نقاشی کرد. حدود سال ۱۶۶۰، او شروع به نقاشی تصاویر کوچک مذهبی کرد، بخصوص «مریم و باکره» و خانواده مقدس، که فوق‌العاده محبوب کلکسیونرها بودند. مشتریان او کاردینال‌ها به پادشاه‌ها، شاهزادگان، قهرمانان، بازرگانان و دانشگاهیان بولونیا و سراسر اروپا بودند. سیرانی به عنوان شخصی معروف و سلبریتی در شهرش مشهور بود، مانند دیپلمات‌ها، رهبران سیاسی و نجیب‌زادگانی که به استودیوی او می‌رفتند تا کارهایش را تماشا کنند.
سبک نقاشی سیرانی نزدیک به معلم پدرش، گیدو رنی، است؛ اما الیزابتا ترکیب‌های متنوع تری از نور و سایه و رنگ‌های درخشان تری را به کار برده‌است شباهت آثار او را در نقاشی‌های، لودویک کاراکسی، سیمونه کانتاریینی و جیووانی فرانچسکو باربری ملقب به گوئرچینو می‌توان پیدا کرد. تصاویر شگفت‌انگیز از قهرمانان زن، مثل نقاشی زخمی شدن پای پورشا، قابل مقایسه با کار آرتمیزیا جنتیلسکی است. سیرانی اغلب موضوعاتی که کمتر شناخته شده بود را برای نقاشی‌هایش انتخاب می‌کرد و تفسیر منحصر به فردی از هنر نسب به معاصرانش داشت الیزابتا نقاشی‌هایش را با انواع مختلف ابزارها کشیده‌است مانند قلم مو و شستشو، قلم و جوهر با شستن، گچ سیاه، گچ قرمز یا ترکیبی از هر دو آن‌ها است و غالباً به سرعت اجرا شده‌است
سیرانی موفق شد از سد مرزها و دیدگاه‌های جنسیتی دربارهٔ اینکه زنان فقط می‌بایست تصویر صورت و پرتره را نقاشی کنند عبور کند و دیدگاه ناظران و کارشناسان را تغییر دهد. در سال ۱۶۱۱ سیرانی بسیاری از تمثیلات خود را بر مبنای توصیف‌های سزار رپا منتشر کرد. برخی از موضوعات مورد علاقه او شامل اسطوره‌های یونانی و رومی و شخصیت‌های اساطیری در شعر هوراس است
تصاویر برهنگی مردان اغلب توسط هنرمندان زن آن زمان نقاشی نمی‌شد زیرا آن‌ها نمی‌خواستند کمبود تجربه و عدم توانایی خود در این زمینه را در نقاشی نشان دهند و آن‌ها از تمرین در این موضوع نقاشی بازمی‌ماندند. (تمرینی که آن‌ها نمی‌توانستند انجام دهند) آن‌ها از تأثیرات مخرب نقاشی چنین موضوعاتی، بر روی شهرتشان آگاهی داشتند و اگر مردی برهنه را به تصویر کشیده باشند معمولاً در لحظه انجام عملی مذهبی بود، به عنوان مثال عیسی مسیح را نشان می‌دادند مثلاً نقاشی Ten Thousand Crucified Martyrs مملو از تصاویر برهنه مردان است. در حالی که تحت رده آثار مذهبی مردان برهنه قرار دارد، آثار الیزابتا سیرانی نشان دهنده قدرت شخصیت و احساس قوی اوست.

### جودیت و هولوفرنس، نیمه قرن ۱۷

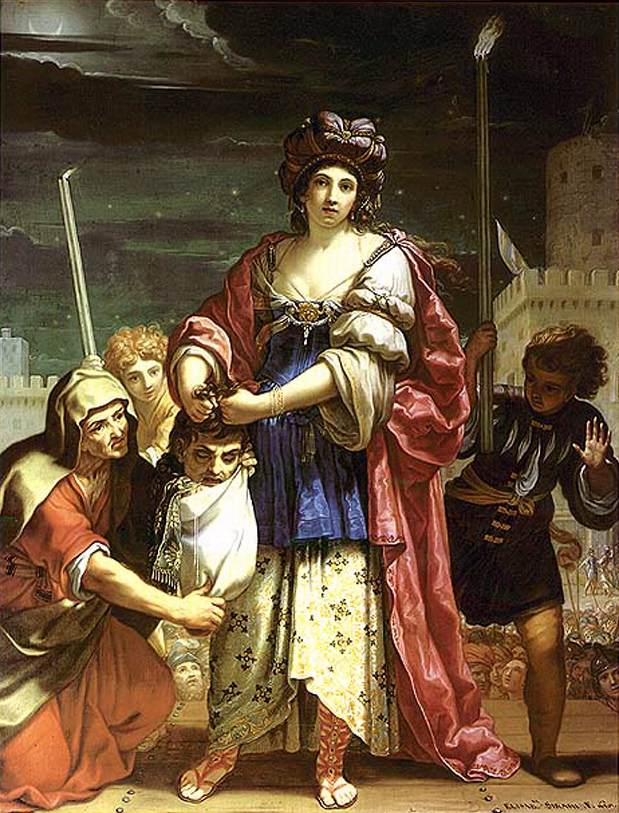
جودیت و هولوفرنس, نیمه قرن ۱۷, الیزابتا سیرانی.

موضوع جودیت یکی از محبوبترین موضوعات برای هنرمندان زن قرن هفدهم و حتی قبل و بعد از آن است. تعداد زنانی که مطالعه دربارهٔ نقاشی‌های تاریخی انجام داده‌اند در این زمان افزایش یافته‌است. این موضوع به ویژه برای کسانی که پدرانشان نقاشی‌های تاریخی را مطالعه کرده بودند بیشتر رایج بود. الیزابتا هم استنا نبود و پدرش به او در مورد نقاشی تاریخی آموزش داد. نسخهٔ سیرانی، بسیار از نسخه آرتمیزیا جنتیلسکی متفاوت بود، یک ترکیب کلاسیک، که یادآور رنسانس بود. خدمتکار جودیت پیر و ناتوان است، و در حمل سر هولوفرنس به او کمک می‌کند. سیرانی، جودیت را در شب نقاشی می‌کند و قتل او را تماشا می‌کند. این نقاشی اغلب با نسخه جنتیلسکی سال ۱۶۲۰ مقایسه شده‌است، که اغلب به خاطر خشونتش مورد توجه قرار گرفته‌است. هر دو نفر جودیت را به عنوان یک شخصیت قوی معرفی می‌کنند، در نسخه جنتیلسکی خدمتکارش به او کمک می‌کند و فعالیت بیشتری دارد در حالی که در نسخه سیرانی، او یک خدمتکار کمتر فعال را به تصویر می‌کشد، که تأکیدی است بر قدرت جودیت است.
مورد دیگر در نقاشی جودیت و هولوفرنس از سیرانی، جودیت سرد و بی هیچ حسی در صورتش به تصویر کشیده شده، شدت عمل و خشونت او، در قتل هولوفرنس نهفته‌است نه در صورت و ترکیب رنگ‌ها. در نسخه سیرانی، جودیت به هیچ وجه به سر هولوفرنس نگاه نمی‌کند. جودیتِ نسخه جنتیلسکی به جای قاطع و درگیر بودن، به عنوان زنی زیبا معرفی شده‌است. این واقعیت‌ها و مقایسه آن با جنتیلسکی ثابت می‌کند که به جز جنبه مادی و معنوی، نقاشی‌ها هیچ چیز مشترک دیگری ندارند به غیر از این واقعیت که هر دو این نقاشی‌ها توسط دو زن کشیده شده‌است. مورخان تاریخ هنر فمینیستی این آثار را تلاش برای اثبات اینکه هنرمندان زن می‌توانند به تنهایی روی پای خود بایستند مطرح کرده‌اند.

### سنت انتونی از پادوا، ۱۶۶۲

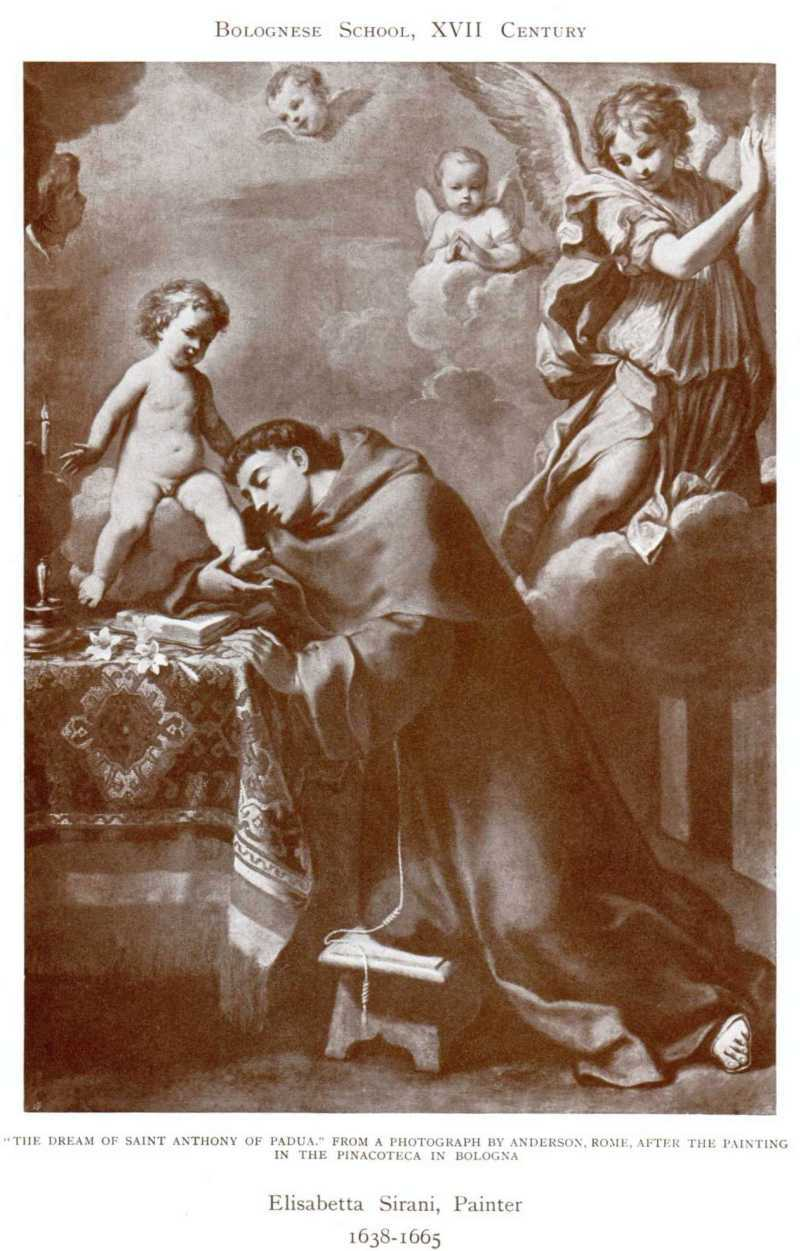
سنت انتونی از پادوا, ۱۶۶۲, الیزابتا سیرانی. موزه پنکوتکا بولونیا، ایتالیا

این نقاشی در پیناکوتکا، در بولونیا، در نزدیکی گیدو رنی آویزان شده‌است. یک فرشته جوان که به‌طور معمول به عنوان یک رؤیای زاهدانه به تصویر کشیده می‌شود در اینجا زانو زده‌است به عنوان یک عاشق بچه‌ها. کودکان آسمانی که با ذات لذت زمین آشنا می‌شوند، البته بعضی از محققان آن را قبول نمی‌کنند. این نقاشی توسط یک جواهر ساز با نام جیووانی باتیستا کرمنز سفارش داده شده بود.

### پورشا زخمی کردن ران خود، ۱۶۶۴

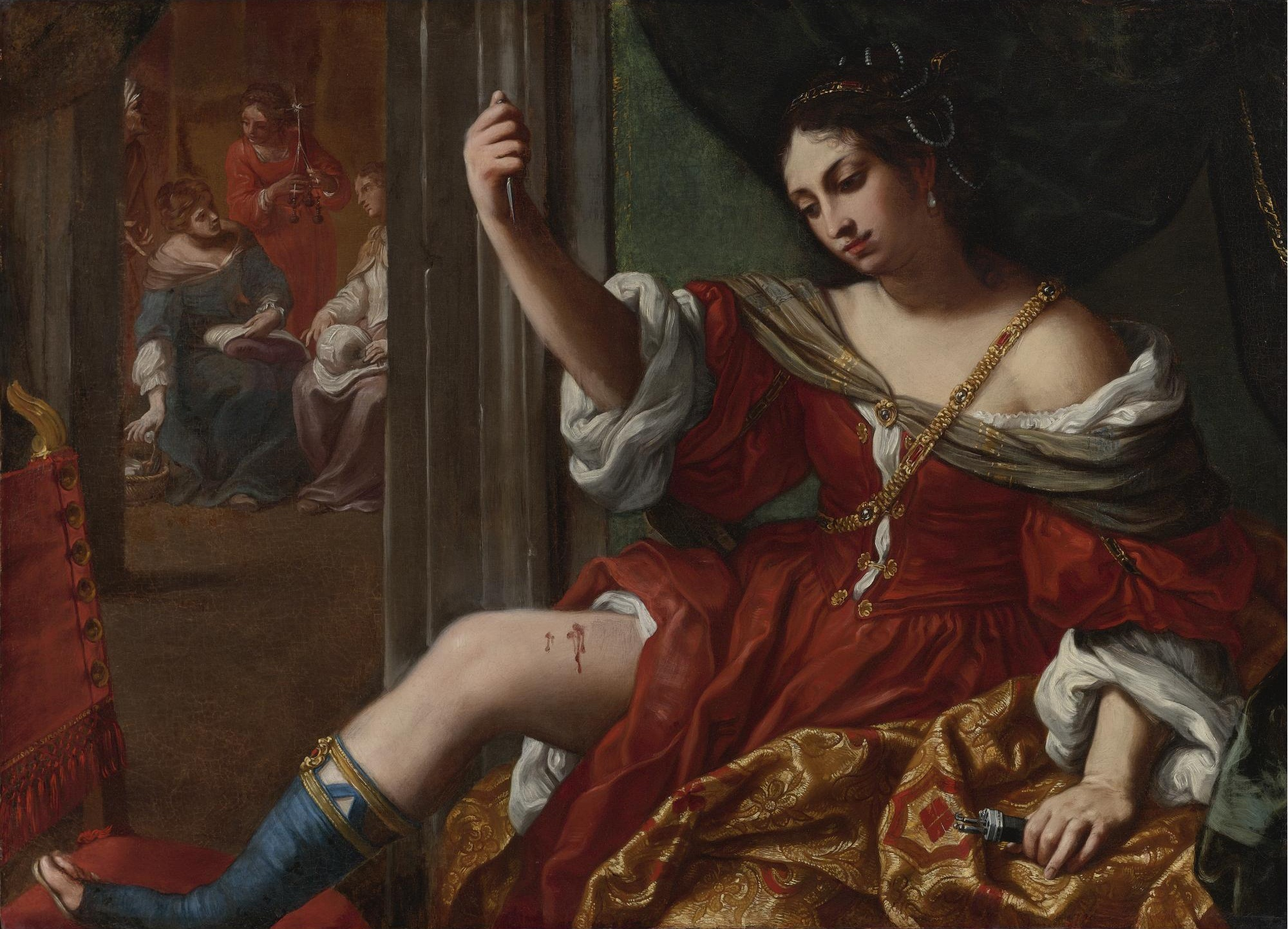
پورشا زخمی کردن را خود, ۱۶۶۴ مجموعه هنر و تاریخ بنیاد کاریزوبو
, بولونیا

به این نقاشی اغلب از منظر فمنیسم نگاه می‌شود. تصویر دارای یک پس زمینه غمگین است و پورشا با لباسی قرمز بر تن و چاقوی که ان را بالا نگه داشته‌است و ران پای او در حال خونریزی است. بسیاری از محققان فمینیستی این نقاشی را به عنوان تصویری از یک زن قدرتمند می‌دانند. به گفته پلوتارخ، راوی اصلی داستان، پورشا ران پایش را به شدت زخمی‌کرد تا به شوهرش، بروتوس، ثابت کند که او می‌تواند اسرار و رازهایش را با او در میان بگذارد. با این کار می‌خواست شوهرش را از قدرت اراده خود متقاعد کند. با این حال، محققان مدرن معتقدند که در این تصویر پیام و نشانه ای از فمینیست وجود ندارد. محققان مدرن معتقدند که آسیب زدن به خود برای اثبات استحکام اراده زن برای دسترسی به اسرار و افکار شوهرش به هیچ وجه اندیشه ای فمینیستی نیست، علاوه بر این، یک سادومازوخیسم جنسیتی در زخمی‌کردن پای پورشا، لباس نیمه پوشیده اش، چاقوی بالا گرفته و سربند مار مانندش وجود دارد. قرن هفدهم با تصاویر تاریک، جنسیتی، خشونت‌آمیز و ناراحت‌کننده روبرو بود، بنابراین شگفت‌آور نیست که سیرانی یک فضای سنگین و بسته و رنگ‌های غنی را انتخاب کرده‌است. این سبک نماینده و نشان دهنده معلم او، گیدو رنی است، در مقابل جنتیلسکی، که کارش اغلب در برابر کار سیرانی مقایسه می‌شود. در این نقاشی، سیرانی ایدئولوژی جنسی، گیدو رنی را تأیید می‌کند، در حالی که کار جنتیلسکی اغلب این را نفی می‌کند.

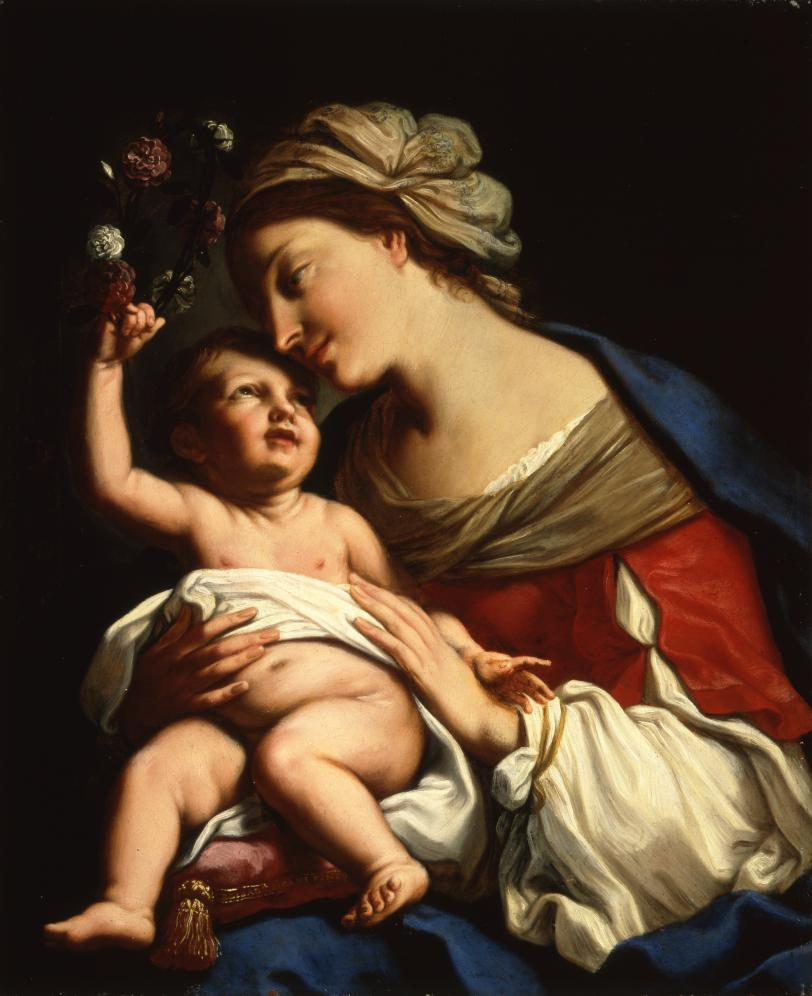
کودک و باکره, ۱۶۶۳ موزه ملی هنر زنان در واشینگتن دی سی

## در فرهنگ عمومی
جودی شیکاگو در اثر خود میهمانی شام به سیرانی اشاره کرده‌است
در سال ۱۹۹۴، یک دهانه در سیاره ونوس به نام سیرانی نامگذاری شد
در سال ۱۹۹۴ نقاشی کودک و باکره (۱۶۶۳) که در حال حاضر در موزه ملی هنر زنان در واشینگتن دی سی است به عنوان تمبر خدمات پستی ایالات متحده آمریکا انتخاب شد. این اولین اثر یک هنرمند زن بود که برای این سری انتخاب شد.

## نگارخانه

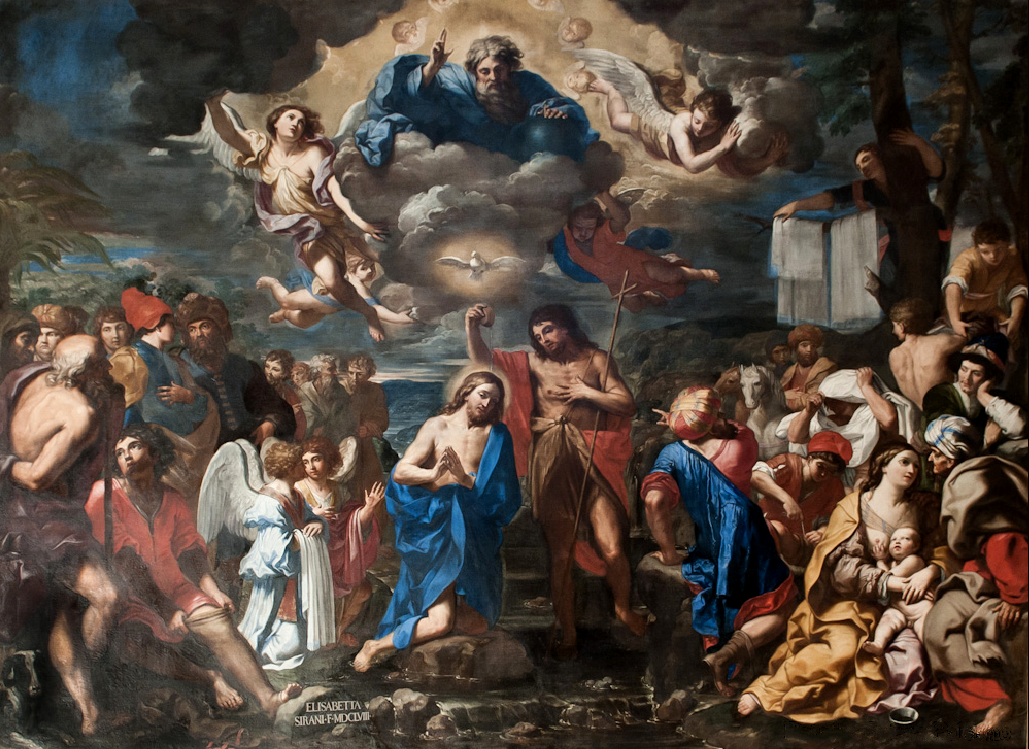
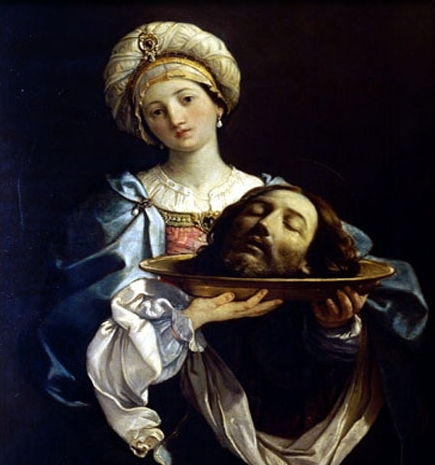
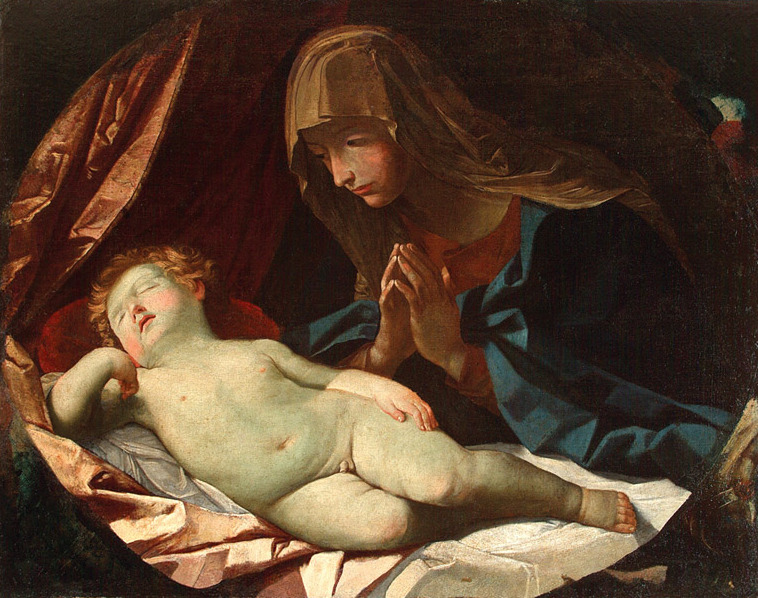
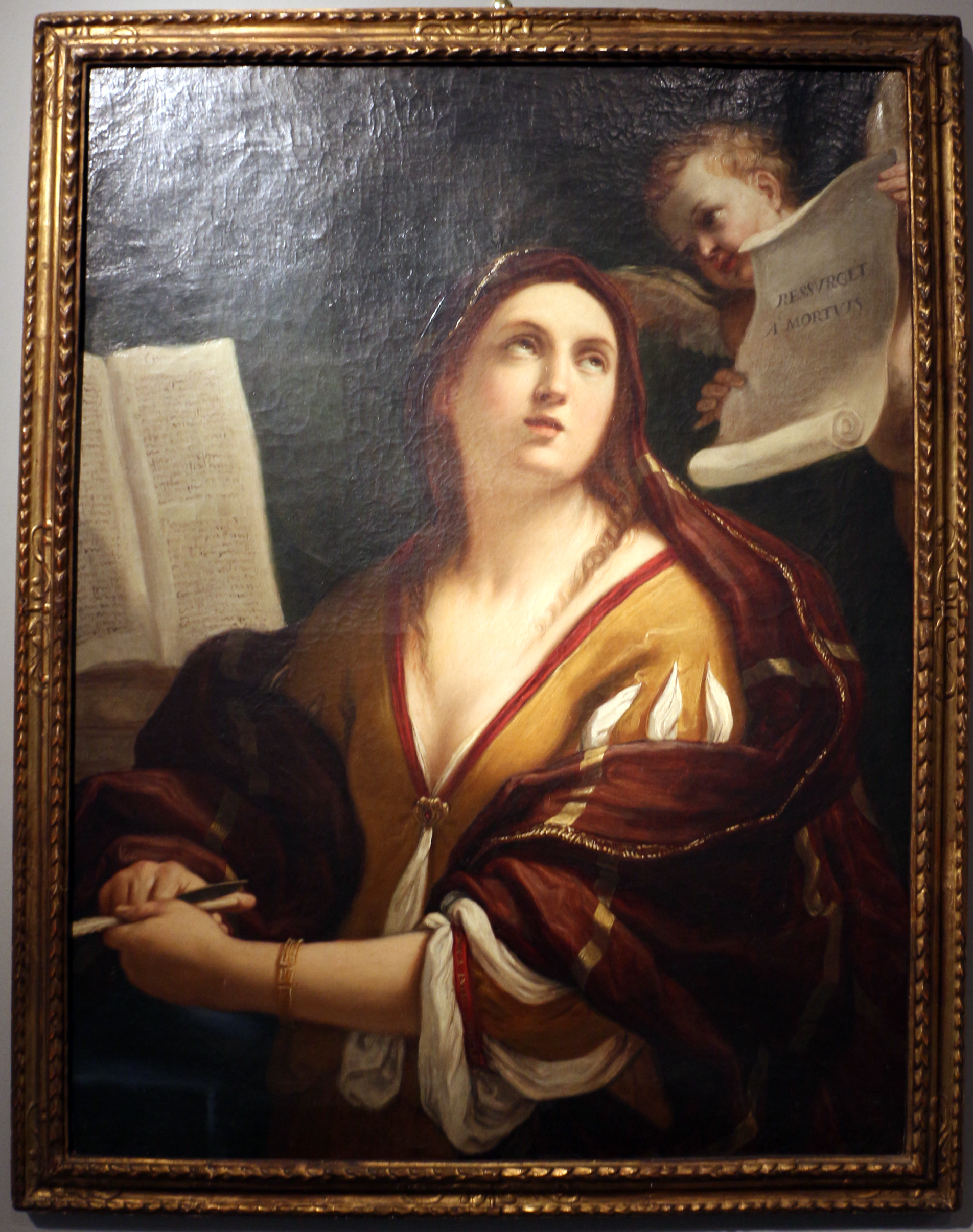
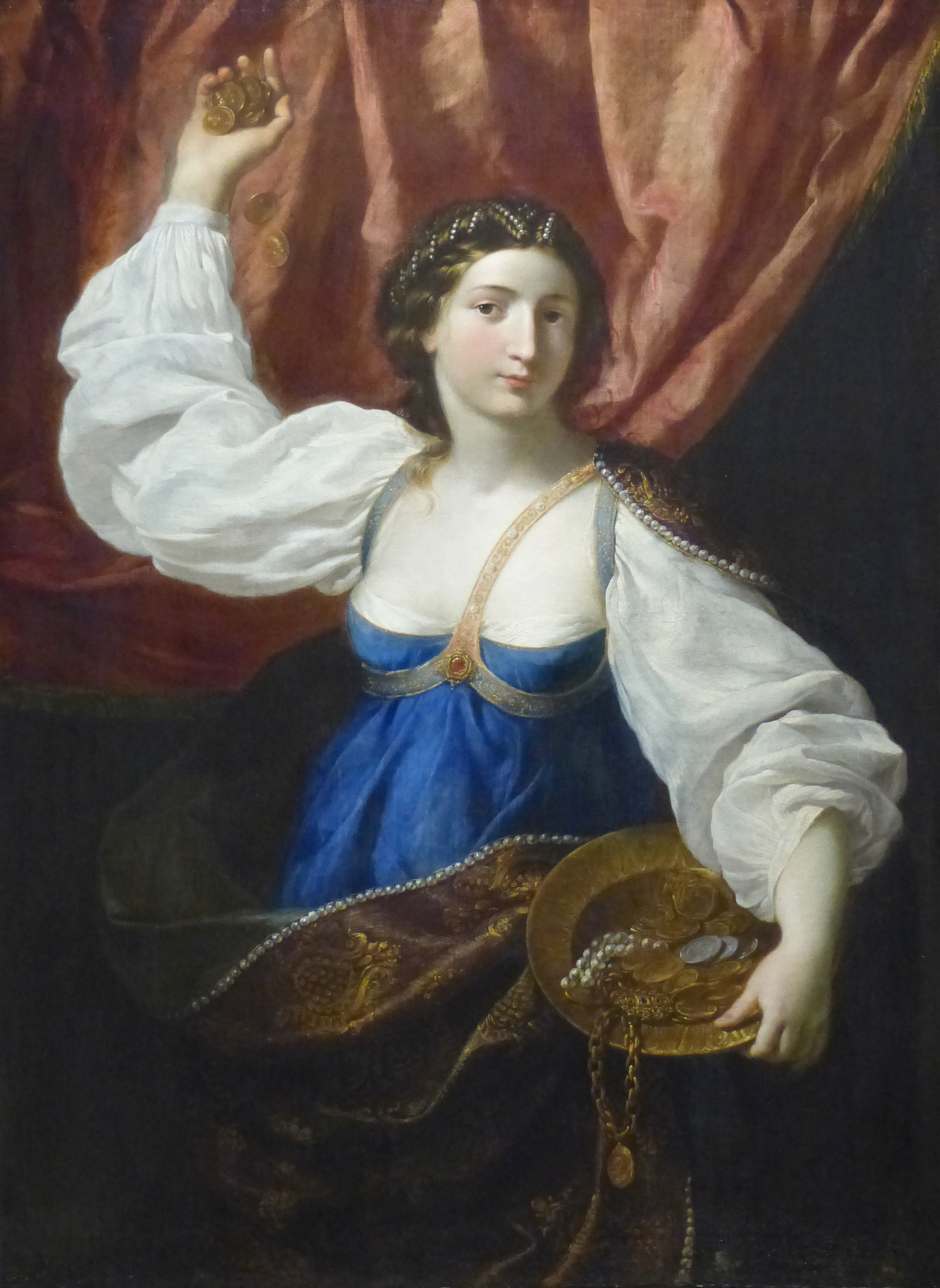
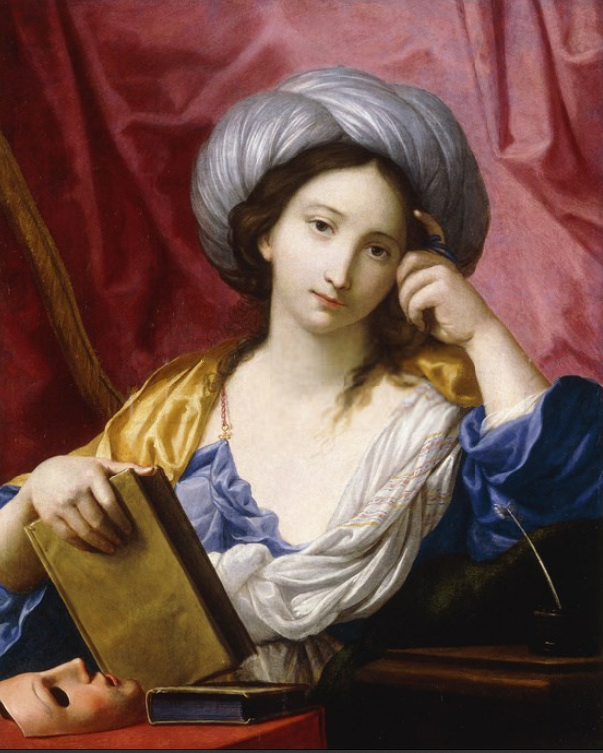
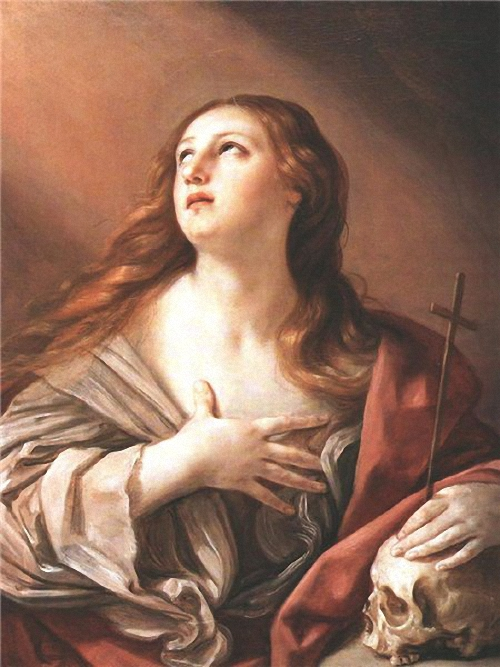
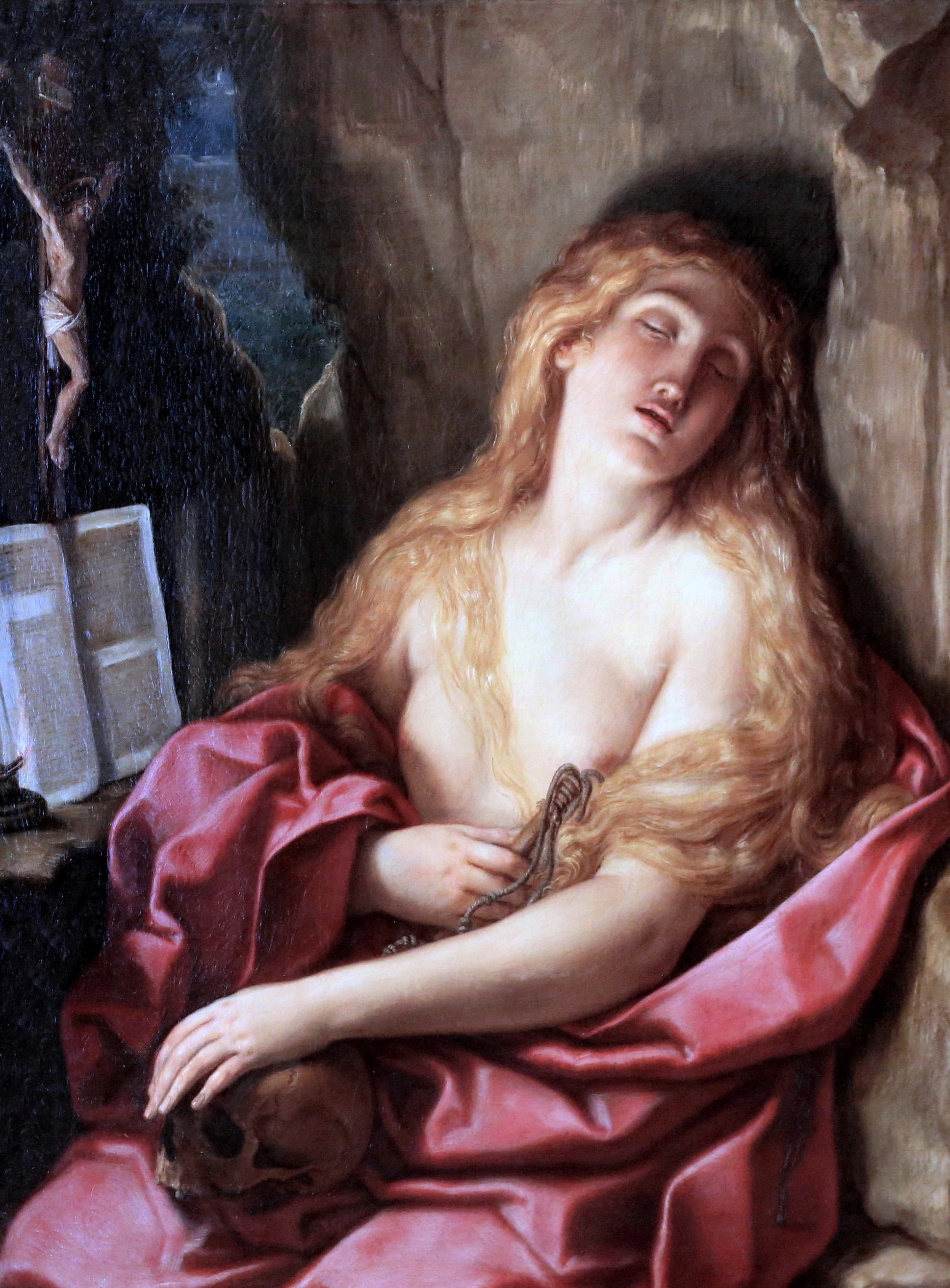
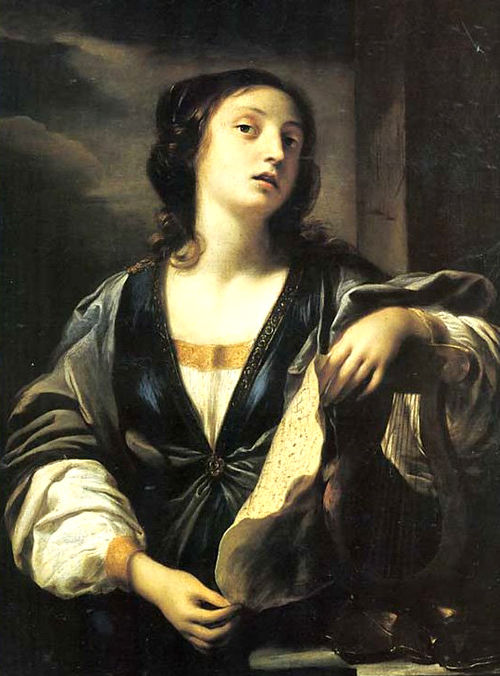
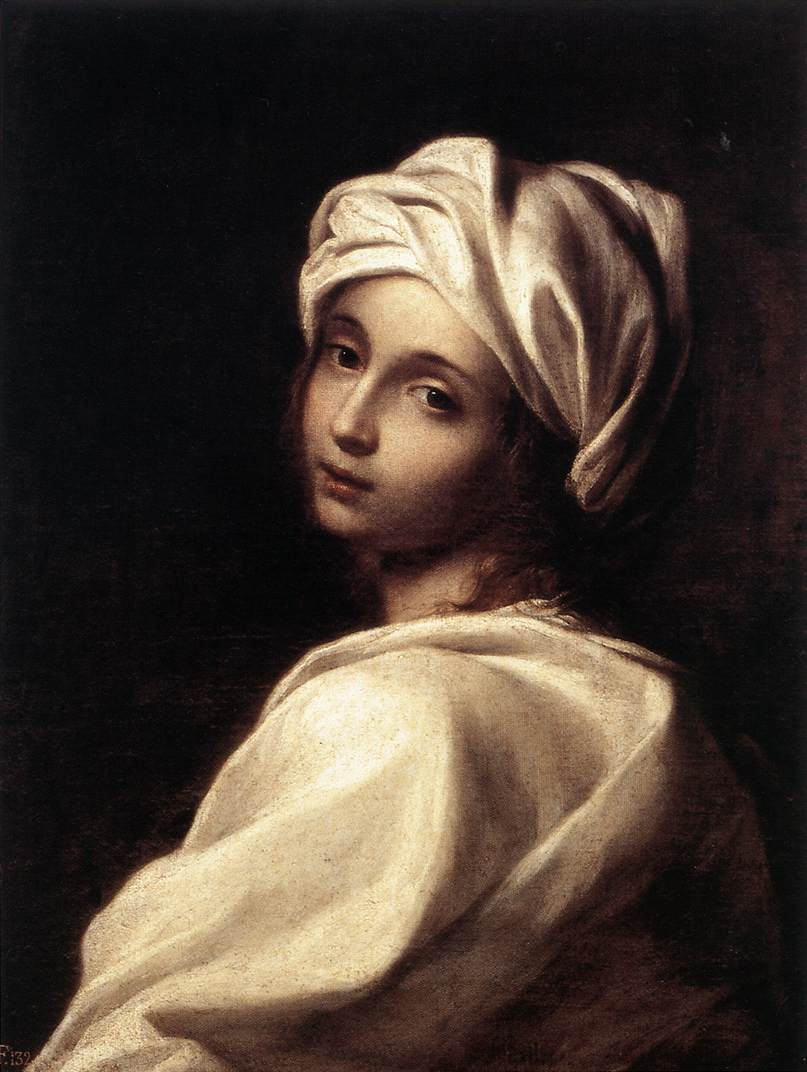
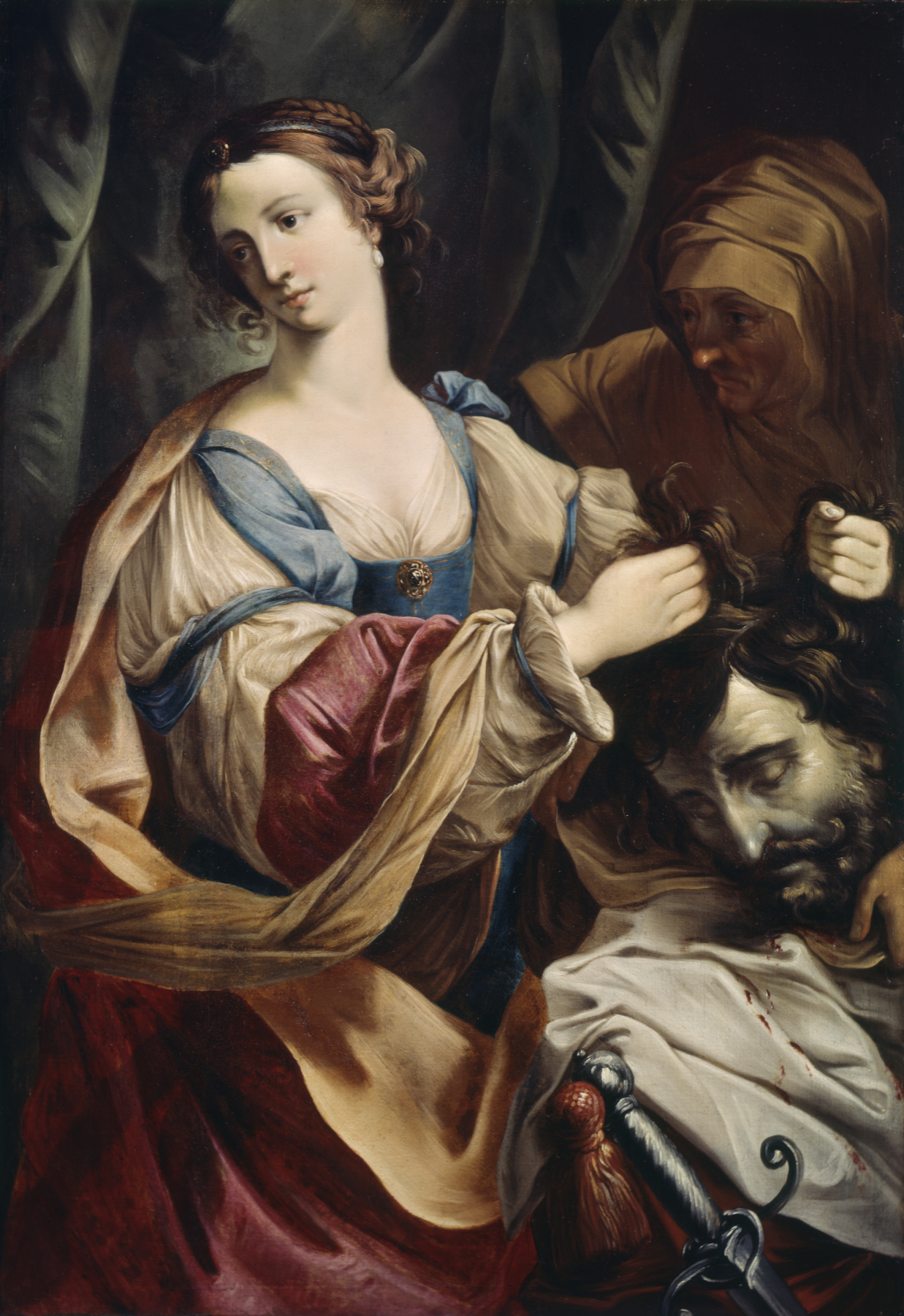
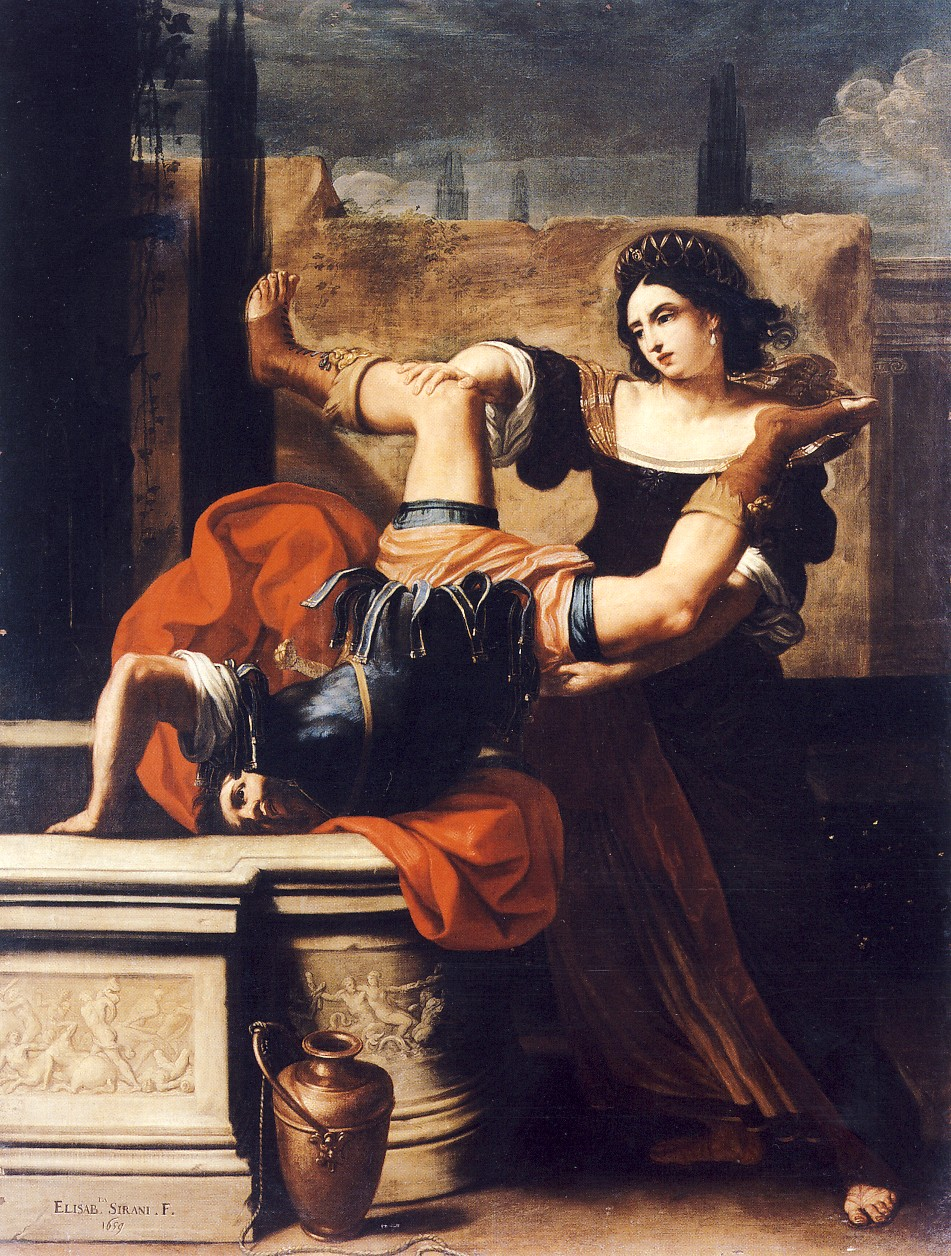
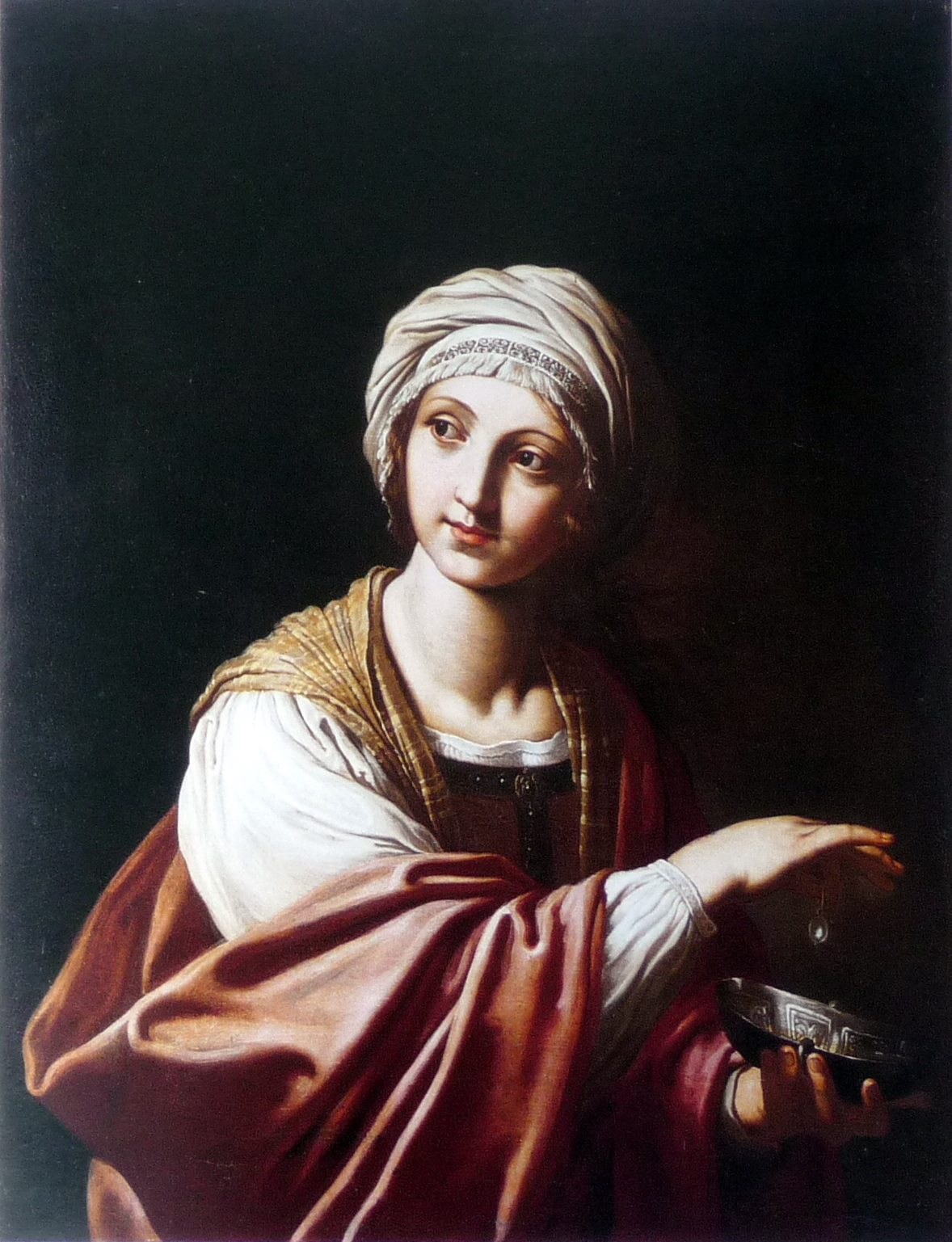